# Pablo Ayuso Llorente
Pablo Ayuso Llorente (Soria, 4 de marzo de 1988) más conocido como Pablo Ayuso, es un entrenador de fútbol español  que actualmente dirige al Club Deportivo Numancia de Soria de la Primera Federación.

## Trayectoria
Pablo comenzó su carrera en los banquillos trabajando en las categorías inferiores del Club Deportivo Numancia de Soria, al que llegó a dirigir al Juvenil "A" en División de Honor, durante las temporadas 2017-18 y 2018-19,proclamándose 
Campeón de división de honor grupo 2 y eliminado contra el Levante en cuartos de final tras eliminar al celta en doble partido.
En la temporada 2019-20, se hace cargo del Club Deportivo Numancia de Soria "B" de la Tercera División de España, al que dirige hasta el 17 de enero de 2021,disputando play off de ascenso a 2°B.
El 18 de enero de 2021, se convierte en segundo entrenador de Álex Huerta en el Club Deportivo Numancia de Soria de la Segunda División de España.
En la temporada 2021-22, sería segundo entrenador del primer equipo del Club Deportivo Numancia de Soria de la Segunda Federación, a las órdenes de Diego Martínez, con el que lograrían el ascenso de categoría. 
En la temporada 2022-22, sería segundo entrenador del primer equipo, formando parte de los cuerpos técnicos de Diego Martínez primero y más tarde de Iñaki Bea, en la Primera Federación.
El 1 de mayo de 2023, tras la destitución de Iñaki Bea, se hace cargo del primer equipo del Club Deportivo Numancia de Soria de la Primera Federación, en los últimos cuatro partidos de la temporada.

## Clubes
| Club                                             | País   | Año             |
| ------------------------------------------------ | ------ | --------------- |
| Club Deportivo Numancia de Soria (Juvenil "A")   | España | 2017-2019       |
| Club Deportivo Numancia de Soria "B"             | España | 2019-2021       |
| Club Deportivo Numancia de Soria (2º Entrenador) | España | 2021-2023       |
| Club Deportivo Numancia de Soria                 | España | 2023-actualidad |